# Керлевут Джамісі
Керлевут Джамісі (крим. Kerlevüt camisi) — мечеть в селі Керлевут (Водопійне) Євпаторійського району, Автономна Республіка Крим.

## Історія
Мечеть у селі Керлевут була збудовано орієнтовно на початку XVIII століття.
Перша згадка мечеті — 1785—1786 роки. В документах XVIII століття мечеть називається соборною.
Згідно арабському напису на будівлі, у 1882—1886 роках мечеть була реконструйована.
З кінця 20-х років минулого століття служби було припинено, мечеть закрили.
Пізніше саму будівлю віддали під склад для зберігання хімікатів. У 1944 році після депортації кримських татар із Криму, комуністи знесли мінарет мечеті та зрівняли із землею мусульманський цвинтар поруч із мечеттю.
У 1990-х роках мечеть була повернута кримськотатарській громаді.